# Gaetano Cicognani
Gaetano Cicognani (Brisighella, 26 november 1881 – Rome, 5 februari 1962) was een Italiaans geestelijke en kardinaal van de Katholieke Kerk.
Cicognani studeerde, evenals zijn iets jongere broer Amleto aan het seminarie van Faenza. Hij werd op 24 september 1904 priester gewijd. Hij studeerde hierna verder in Rome aan het Pauselijk Athenaeum San Apollinare en aan de Pauselijke Ecclesiastische Academie, de diplomatenpleiding van de Heilige Stoel. Hierna werkte hij achtereenvolgens aan de Sacra Rota Romana en de Hoogste Rechtbank van de Apostolische Signatuur. Hij doceerde onderwijl aan het Pauselijk Romeins Seminarie. In 1915 trad hij in dienst bij het Staatssecretariaat. Hij werd een jaar later als secretaris toegevoegd aan de apostolische nuntiatuur in Spanje. Hij werd in datzelfde jaar door paus Benedictus XV benoemd tot pauselijk kamerheer. In 1920 werd hij overgeplaatst naar de nuntiuatuur in Brussel.
Op 11 januari 1925 benoemde paus Pius XI hem tot titulair aartsbisschop van Ancrya en tot nuntius in Bolivia. Hierna zou hij nog dienen als nuntius in Peru (1928), Oostenrijk (1936) en Spanje (1938). Cicognani zou tot 1953 in Spanje blijven. In dat jaar creëerde paus Pius XII hem kardinaal. De Santa Cecilia werd zijn titelkerk. Hij werd nu prefect van de Congregatie voor de Riten. Hij werd een jaar later prefect van de Apostolische Signatuur.
Kardinaal Cicognani nam deel aan het conclaaf van 1958 dat leidde tot de verkiezing van Angelo kardinaal Roncalli tot paus Johannes XXIII. Deze creëerde tijdens zijn eerste consistorie Gaetano's broer Amleto kardinaal. Deze was al vijfentwintig jaar Apostolisch Delegaat in de Verenigde Staten, maar kon geen kardinaalshoed krijgen, omdat het tegen het gewoonterecht was dat twee broers tegelijkertijd kardinaal waren. Johannes brak met deze regel. In 1959 werd hij bevorderd tot kardinaal-bisschop van het suburbicair bisdom Frascati.
Gaetano Cicognani overleed op 80-jarige leeftijd en werd begraven in de parochiekerk van zijn geboortedorp.
- Biblioteca Nacional de España: XX1201759
- Catàleg d'autoritats de noms i títols de Catalunya: 981058511532506706
- CiNii: DA17910225
- Gemeinsame Normdatei: 118930257
- International Standard Name Identifier: 0000 0000 6133 3635
- Library of Congress Control Number: no2002066907
- Istituto Centrale per il Catalogo Unico: RAVV257017
- Système universitaire de documentation: 077548620
- Virtual International Authority File: 63679818
- WorldCat: E39PBJvRWHP9jgwjpBgbqWXjmd